# 이진 데이터
이진 데이터(영어: binary data)는 단위가 두 가지 가능한 상태만 가질 수 있는 자료이다. 이들은 종종 이진법과 불 논리에 따라 0과 1로 표시된다.
이진 데이터는 다양한 기술 및 과학 분야에서 발생하며, 컴퓨터 과학에서는 비트 (단위)(이진 숫자), 수리 논리학 및 관련 분야에서는 진릿값, 통계학에서는 이진 변수 등 다양한 이름으로 불릴 수 있다.

## 수학적 및 조합론적 기초
이산 변수가 단 하나의 상태만을 가질 수 있다면 정보가 0이며, 2는 1 다음의 자연수이다. 이것이 단 두 가지 가능한 값을 가진 변수인 비트 (단위)가 정보의 표준 기본 단위인 이유이다.
n개의 비트 컬렉션은 2n개의 상태를 가질 수 있다. 자세한 내용은 이진법을 참조하라. 이산 변수 컬렉션의 상태 수는 변수 수에 따라 지수적으로 달라지며, 각 변수의 상태 수에 대해서는 멱법칙에 따라 달라진다. 10비트는 3개의 십진 숫자(1000)보다 더 많은(1024) 상태를 가진다. 10k비트는 3k개의 십진 숫자가 필요한 정보(수 (수학) 또는 기타)를 나타내기에 충분하고도 남으며, 3, 4, 5, 6, 7, 8, 9, 10...개의 상태를 가진 이산 변수에 포함된 정보는 2배, 3배 또는 4배 더 많은 비트를 할당함으로써 언제든지 대체될 수 있다. 따라서 2 이외의 다른 작은 숫자를 사용하는 것은 이점을 제공하지 않는다.

하세 도형: 유향 그래프로 표현된 불 대수

또한, 불 대수는 비트 컬렉션에 대한 편리한 수학적 구조를 제공하며, 명제 변수 컬렉션의 의미를 가진다. 불 대수 연산은 컴퓨터 과학에서 "비트 연산"으로 알려져 있다. 불 함수는 이론적으로도 잘 연구되어 있고, 컴퓨터 프로그램이나 디지털 회로의 논리 회로를 통해 쉽게 구현할 수 있다. 이는 원래 이진 데이터가 아닌 다양한 데이터를 비트로 표현하는 데 기여한다.

## 통계학에서
통계학에서 이진 데이터는 "A"와 "B", 또는 "앞면"과 "뒷면"처럼 정확히 두 가지 가능한 값을 가질 수 있는 범주형 데이터로 구성된 통계 데이터 유형이다. 이는 또한 이분 데이터라고도 불리며, 더 오래된 용어로는 양적 데이터라고 한다. 두 값은 종종 일반적인 의미에서 "성공"과 "실패"로 불린다. 범주형 데이터의 한 형태로서 이진 데이터는 명목 데이터이며, 이는 값이 질적으로 다르며 수치적으로 비교할 수 없음을 의미한다. 그러나 값은 종종 1 또는 0으로 표현되는데, 이는 단일 시도에서 성공 횟수를 세는 것에 해당한다: 1 (성공...) 또는 0 (실패); § 계산을 참조하라. 더 직관적으로, 이진 데이터는 계수 데이터로 표현될 수 있다.
종종 이진 데이터는 개념적으로 반대되는 두 값 중 하나를 나타내는 데 사용된다. 예를 들어:
- 실험 결과 ("성공" 또는 "실패")
- 예-아니요 질문에 대한 응답 ("예" 또는 "아니요")
- 일부 기능의 존재 또는 부재 ("존재함" 또는 "존재하지 않음")
- 명제의 참 또는 거짓 ("참" 또는 "거짓", "정확함" 또는 "정확하지 않음")

그러나 이진 데이터는 개념적으로 반대되지 않거나 공간 내의 모든 가능한 값을 개념적으로 나타내지 않더라도 두 가지 가능한 값만을 가진다고 가정되는 데이터에도 사용될 수 있다. 예를 들어, 이진 데이터는 종종 미국 선거에서 유권자의 정당 선택, 즉 공화당 또는 민주당을 나타내는 데 사용된다. 이 경우, 두 개의 정당만 존재해야 할 본질적인 이유는 없으며, 실제로 미국에는 다른 정당도 존재하지만, 너무 미미하여 일반적으로 단순히 무시된다. 분석 목적으로 연속 데이터(또는 2개 이상의 범주를 가진 범주형 데이터)를 이진 변수로 모델링하는 것을 이분화(이분법 생성)라고 한다. 모든 이산화와 마찬가지로, 이는 이산화 오차를 포함하지만, 목표는 오류에도 불구하고 가치 있는 것을 학습하는 것이다: 당면한 목적을 위해 이를 무시할 수 있는 것으로 취급하되, 일반적으로 무시할 수 있다고 가정할 수 없음을 기억하는 것이다.

### 이진 변수
이진 변수는 두 가지 가능한 값을 가진 이진 유형의 확률 변수이다. 독립 동일 분포(i.i.d.) 이진 변수는 베르누이 분포를 따르지만, 일반적으로 이진 데이터는 i.i.d. 변수에서 나올 필요는 없다. i.i.d. 이진 변수의 총 개수(동등하게, 1 또는 0으로 코딩된 i.i.d. 이진 변수의 합)는 이항 분포를 따르지만, 이진 변수가 i.i.d.가 아닐 때는 분포가 이항 분포일 필요는 없다.

### 계산
범주형 데이터와 마찬가지로 이진 데이터는 각 가능한 값에 대해 하나의 좌표를 쓰고, 발생하는 값에는 1을, 발생하지 않는 값에는 0을 세는 방식으로 벡터의 계수 데이터로 변환될 수 있다. 예를 들어, 값이 A와 B라면, 데이터 세트 A, A, B는 (1, 0), (1, 0), (0, 1)로 계수로 표현될 수 있다. 계수로 변환되면 이진 데이터는 그룹화되고 계수가 추가될 수 있다. 예를 들어, A, A, B 세트가 그룹화되면 총 계수는 (2, 1)이다: A 2개, B 1개 (총 3회 시도 중).
두 가지 가능한 값만 있으므로, 한 값을 "성공"으로, 다른 값을 "실패"로 간주하여 성공의 값은 1로, 실패의 값은 0으로 코딩함으로써 단일 계수(스칼라 값)로 단순화될 수 있다("실패" 값의 좌표는 사용하지 않고 "성공" 값의 좌표만 사용한다). 예를 들어, 값 A를 "성공"으로 간주하면(따라서 B는 "실패"로 간주됨), 데이터 세트 A, A, B는 1, 1, 0으로 표현될 것이다. 이것이 그룹화되면 값은 더해지고, 시도 횟수는 일반적으로 암시적으로 추적된다. 예를 들어, A, A, B는 1 + 1 + 0 = 2회 성공(총 {\displaystyle n=3}회 시도 중)으로 그룹화될 것이다. 반대로, {\displaystyle n=1}인 계수 데이터는 이진 데이터이며, 두 클래스는 0 (실패) 또는 1 (성공)이다.
i.i.d. 이진 변수의 개수는 이항 분포를 따르며, {\displaystyle n}은 총 시도 횟수(그룹화된 데이터의 점)이다.

### 회귀
이진 변수인 예측 결과에 대한 회귀 분석은 이진 회귀로 알려져 있다. 이진 데이터가 계수 데이터로 변환되고 i.i.d. 변수로 모델링될 때(따라서 이항 분포를 가짐), 이항 회귀가 사용될 수 있다. 이진 데이터에 대한 가장 일반적인 회귀 방법은 로지스틱 회귀, 프로빗 회귀 또는 관련 유형의 이진 선택 모형이다.
마찬가지로, 두 개 이상의 범주를 가진 i.i.d. 범주형 변수의 개수는 다항 회귀로 모델링할 수 있다. i.i.d.가 아닌 이진 데이터의 개수는 베타-이항 분포(복합 분포)와 같은 더 복잡한 분포로 모델링할 수 있다. 또는 일반화 선형 모형의 기술, 예를 들어 의사-가능도 및 준이항 모델을 사용하여 출력 변수의 분포를 명시적으로 모델링할 필요 없이 관계를 모델링할 수 있다. 과분산 § 이항분포를 참조하라.

## 컴퓨터 과학에서

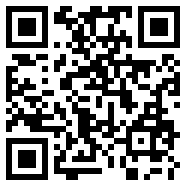
픽셀당 1비트를 나타내는 QR 코드의 바이너리 이미지. 일반적인 24비트 트루 컬러 이미지와 대조된다.

현대 컴퓨터에서 이진 데이터는 더 높은 수준에서 해석되거나 다른 형태로 변환되는 것이 아니라 이진 형태로 표현되는 모든 데이터를 의미한다. 가장 낮은 수준에서 비트는 플립플롭과 같은 양안정 장치에 저장된다. 대부분의 이진 데이터는 상징적인 의미를 가지지만(예외는 돈트 케어), 모든 이진 데이터가 숫자인 것은 아니다. 일부 이진 데이터는 컴퓨터 명령에 해당하며, 제어 장치가 fetch-decode-execute cycle을 따라 디코딩하는 프로세서 레지스터 내의 데이터와 같다. 컴퓨터는 성능상의 이유로 개별 비트를 거의 수정하지 않는다. 대신 데이터는 일반적으로 1 바이트(8비트)인 고정된 비트 그룹으로 정렬된다. 따라서 컴퓨터의 "이진 데이터"는 실제로는 바이트 시퀀스이다. 더 높은 수준에서 데이터는 32비트 시스템의 경우 1 워드(4바이트) 그룹으로, 64비트 시스템의 경우 2워드 그룹으로 액세스된다.
응용 컴퓨터 과학 및 정보기술 분야에서 "이진 데이터"라는 용어는 종종 텍스트 기반 데이터와 특별히 반대되며, 텍스트로 해석될 수 없는 모든 종류의 데이터를 의미한다. "텍스트"와 "이진"의 구분은 때때로 파일의 의미론적 내용(예: 작성된 문서 대 디지털 이미지)을 나타낼 수 있다. 그러나 이는 종종 파일의 개별 바이트가 텍스트로 해석될 수 있는지(문자 인코딩 참조) 또는 그렇게 해석될 수 없는지를 특별히 나타낸다. 마지막 의미가 의도될 때, 더 구체적인 용어인 이진 형식과 텍스트 형식이 때때로 사용된다. 의미론적으로 텍스트 데이터는 이진 형식으로 표현될 수 있다(예: 압축되거나 마이크로소프트 워드에서 사용되는 doc 형식과 같이 다양한 종류의 서식 코드가 혼합된 특정 형식). 반대로, 이미지 데이터는 때때로 텍스트 형식으로 표현된다(예: X 윈도 시스템에서 사용되는 X 픽스맵 이미지 형식).
1과 0은 단지 두 가지 다른 전압 레벨일 뿐이다. 컴퓨터가 높은 전압은 1로, 낮은 전압은 0으로 이해하도록 만들 수 있다. 두 가지 전압 레벨을 저장하는 다양한 방법이 있다. 플로피 디스크를 본 적이 있다면, 강자성 물질 코팅이 된 자기 테이프를 발견할 수 있을 것이다. 이는 특정 방향으로 정렬된 도메인을 가지고 있어 전류나 자기장 제거 후에도 잔류 자기장을 생성하는 상자성 물질의 한 유형이다. 자기 테이프에 데이터를 로드하는 동안, 자기장이 한 방향으로 통과되면 저장된 도메인의 방향을 1이라고 부르고, 자기장이 다른 방향으로 통과되면 저장된 도메인의 방향을 0이라고 부른다. 일반적으로 이런 방식으로 1과 0 데이터가 저장된다.

## 같이 보기
- 비트 배열
- 이진 프로토콜
- 베르누이 분포
- 불리언 자료형
- 주기억장치
- 범주형 데이터
- 질적 데이터